# 東考三
東 考三（ひがし こうぞう 1969年8月4日 -）は日本の元ラグビー選手、元自衛官（陸上自衛隊）で、現在はNTTドコモレッドハリケーンズのFWコーチ。鹿児島電子工業高等学校（現鹿児島情報高等学校）卒。トップリーグのNECグリーンロケッツに所属していた。2010年度から2011年度までは鹿児島情報高等学校ラグビー部顧問。

## プロフィール
- 鹿児島県鹿児島市出身。
- ポジションはプロップ。
- 身長 177cm、体重 100kg

## 来歴
鹿児島県鹿児島市出身。鹿児島電子工業高等学校（現在の鹿児島情報高校）在学時代は野球部の主将であった。卒業後陸上自衛隊に入隊。千葉県習志野市の習志野駐屯地に団本部を置く第1空挺団落下傘部隊に所属。
訓練でラグビーと出会い、千葉県代表に選抜され国民体育大会に出場、その際にNECグリーンロケッツの監督の目に留まり1997年に入団。
2009年に引退し、2010年に鹿児島情報高等学校に自らラグビー部を創部し、顧問となったが、2012年3月31日を以て退職し、2012年よりNTTドコモレッドハリケーンズのFWコーチに就任した。